# Proteína A
Proteína A é uma proteína que pode ser encontrada na parede celular da bactéria Staphylococcus aureus.
É codificada pelo gene spa e a sua regulação é controlada pela topologia do ADN, osmolaridade celular e pelo sistema regulador denominado ArlS-ArlR. É usado em pesquisas bioquímicas devido à sua habilidade em se ligar a imunoglobulinas. Liga-se a proteínas de muitas espécies de mamíferos. Liga-se com a região Fc das imunoglobulinas através da interacção com a cadeia pesada. O resultado deste tipo de interacção é que, no soro, as bactérias ligam-se a moléculas IgG na orientação incorrecta, destabilizando a opsonização e fagocitose.